# Дечији културни центар Мајдан
Дечији културни центар Мајдан једна је од културолошких установа у Београду. Налази се у улици Козјачка 3-5.

## Историјат
Основан је као Пионирски центар 1973. године од градске општине Савски венац, са циљем да постави и развија стандард дечије културе, кроз сарадњу са локалним, регионалним и међународним организацијама сличног типа. Настао је на принципу дечијег права на културу и уметност. Усмерен је ка неговању едукативних, културних, уметничких, спортских и рекреативних програма са посебном пажњом на покрету као форми изражавања. Сарађује са кључним актерима у животима деце тражећи начин да повеже и подели посебна знања са учитељима, родитељима, уметницима, културним организацијама и креаторима политика. На тај начин тежи стварању лакшег приступа квалитетним културним искуствима и развијању специфичних вештина и способности деце.
Дечији културни центар Мајдан садржи спортски програм – бесплатну школицу спорта и корективну гимнастику за предшколце са Савског венца, уметнички програм – бесплатне часова глуме и говора за основце од петог до осмог разреда и средњошколце од првог до четвртог разреда са Савског венца, дечији програм – пројекат „Музика око нас” за основце са пребивалиштем на Савском венцу од седам до четрнаест година и програм за старије – бесплатне часове јоге за грађане од педесет и више година са територије општине Савски венац. Располаже са пет спортских сала: Сала 4 је намењена за кошарку, мали фудбал, рукомет и одбојку, Сала 5 за борилачке спортове, плес, гимнастику, балет и јогу, Сала 6 за борилачке спортове, плес, балет и фолклор, Сала 8 за борилачке спортове и индивидуалне тренинге и Сала 9 за борилачке спортове, плес, јогу и фолклкор.